# Margarina

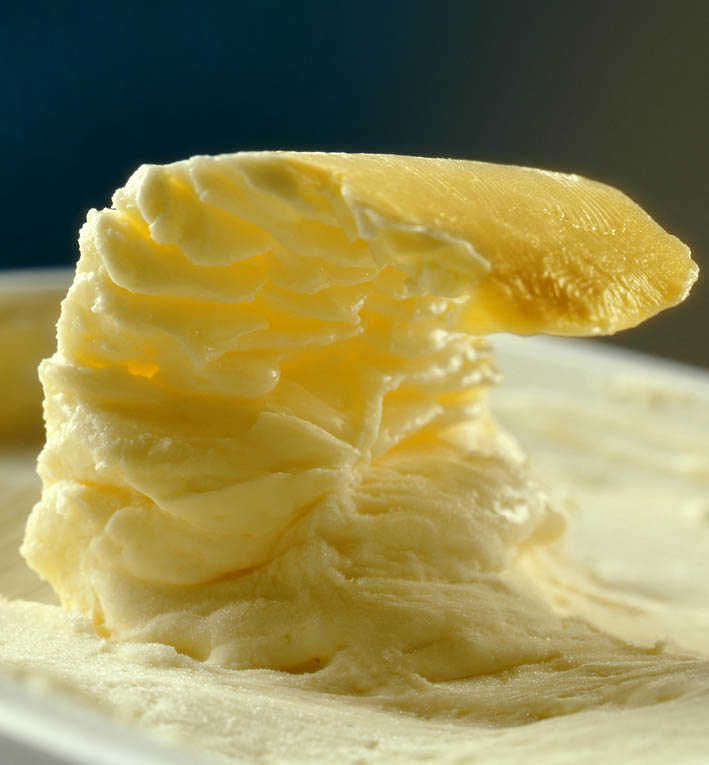
Ricciolo di margarina

La margarina è un grasso alimentare, costituito da due fasi: una lipidica (oli e grassi) e una acquosa intimamente mescolate. Come il burro, la margarina è un'emulsione, cioè una dispersione di un fluido sotto forma di minutissime goccioline di acqua in un altro fluido non miscibile, l'olio. A tale emulsione possono essere poi aggiunti alcuni ingredienti minori per stabilizzare e migliorare il prodotto finale, come sale, emulsionanti, siero di latte o latte scremato, coloranti, conservanti o aromi.
A temperatura ambiente ha una consistenza semisolida, grazie alla presenza di due tipi di componenti: insaturi (liquidi a temperatura ambiente) e saturi (solidi a temperatura ambiente). Viene distribuita come alternativa al burro nell'uso domestico e utilizzata a livello industriale per la preparazione di una moltitudine di alimenti. Il contenuto di componenti saturi presenti dipende dalla miscela di oli e grassi impiegato per la sua produzione che sono generalmente della classe degli esteri glicerici dell'acido palmitico (C16), margarico (C17) e stearico (C18), acidi grassi a catena lunga. Oggi si trovano principalmente in commercio, soprattutto per l'uso domestico, margarine senza grassi idrogenati. Il processo di idrogenazione degli oli insaturi per trasformarli chimicamente in grassi saturi solidi, usati nella preparazione della margarina, porta alla formazione di acidi grassi trans nocivi. Esso è stato sostituito con l'utilizzo di oli e grassi saturi vegetali, come l'olio di cocco, di palma, il burro di cacao o il karité. 
In commercio si trovano diverse tipologie di prodotto, come margarine senza olio di palma, con olio di soia, 100% vegetali, senza lattosio, arricchite in omega 3 o vitamine.

## Caratteristiche
Le materie prime utilizzate per la parte grassa sono principalmente vegetali: da girasole, soia, palma, cocco, arachidi. Più raramente si usano grassi animali: strutto suino, sego bovino o ovino, olio di pesce, olio di balena. Sono presenti in commercio anche margarine miste. In Italia le margarine di uso domestico sono principalmente vegetali, a livello industriale vi è una notevole eterogeneità. I lipidi utilizzati possono essere grassi monoinsaturi, grassi polinsaturi e grassi saturi in diversa proporzione, la componente satura è molto variabile in base al produttore. 
A determinare la consistenza e il punto di rammollimento della margarina è soprattutto la percentuale e il grado di saturazione dei grassi utilizzati: quelli saturi contribuiscono di più alla cristallizzazione del grasso nel prodotto, rendendolo quindi più solido, mentre aumentando a parità di dimensioni molecolari il grado di insaturazione si ottengono prodotti più liquidi (olii). Anche le caratteristiche dell'emulsione determinata dalla velocità e dal tipo del processo di raffreddamento e miscelazione e dal tipo di stabilizzanti influiscono sullo stato fisico del prodotto finito (stati studiati nella fisica della materia soffice).
Nella composizione della frazione lipidica solida rientrano principalmente grassi vegetali non idrogenati e quindi naturalmente saturi, oggi sempre meno diffusi invece gli oli vegetali insaturi che vengono idrogenati (e quindi resi saturi) secondo il processo di indurimento o i grassi da isomerizzazione di insaturi che in forma trans solidificano a temperature inferiori.
I grassi saturi che siano tali naturalmente o induriti artificialmente, possono contribuire ad innalzare i livelli di colesterolo ematico e al formarsi di placche arteriosclerotiche nonché ad altre conseguenze negative date dall'accumulo loro o di loro derivati nell'organismo (come gli acidi grassi trans, di introduzione volontaria per le loro caratteristiche fisiche o come sottoprodotto accidentale dell'idrogenazione catalitica).
Esistono prodotti con aggiunta di sale e di altri additivi alimentari come vitamine, mentre coloranti, correttori di acidità, aromatizzanti, e conservati sono frequentemente presenti.

## Storia
L'invenzione della margarina è del farmacista francese Hippolyte Mège-Mouriès, a cui diede il nome di "oleomargarina", con riferimento all'acido margarico (o acido eptadecanoico, acido grasso lineare e saturo, a 17 atomi di carbonio) scoperto da Michel Eugène Chevreul. La denominazione margarico deriva dal greco antico margarìtes o márgaron, cioè "perla", in associazione alla lucentezza dell'acido stesso una volta idrolizzato il grasso per saponificazione e separato l'acido per neutralizzazione.
L'invenzione fu la risposta a un concorso indetto da Napoleone III nel 1869 per fornire alla marina un sostituto del burro, più economico e che potesse conservarsi per lungo tempo senza irrancidire. La prima margarina non era però prodotta per idrogenazione, bensì per cristallizzazione frazionata di un miscuglio di grassi animali e latte acido. Ma la margarina non riscosse molto successo perché era di un impresentabile colore biancastro. Per renderla più simile al burro negli Stati Uniti gli industriali utilizzarono un colorante alimentare per renderla di un colore giallo pallido ma il governo varò un provvedimento che proibiva agli industriali di miscelare il colorante alimentare per ingannare i consumatori sulla natura del prodotto così questi ultimi iniziarono a vendere la margarina con piccole buste di colorante da miscelare al momento dell'uso.

## I processi di produzione delle margarine

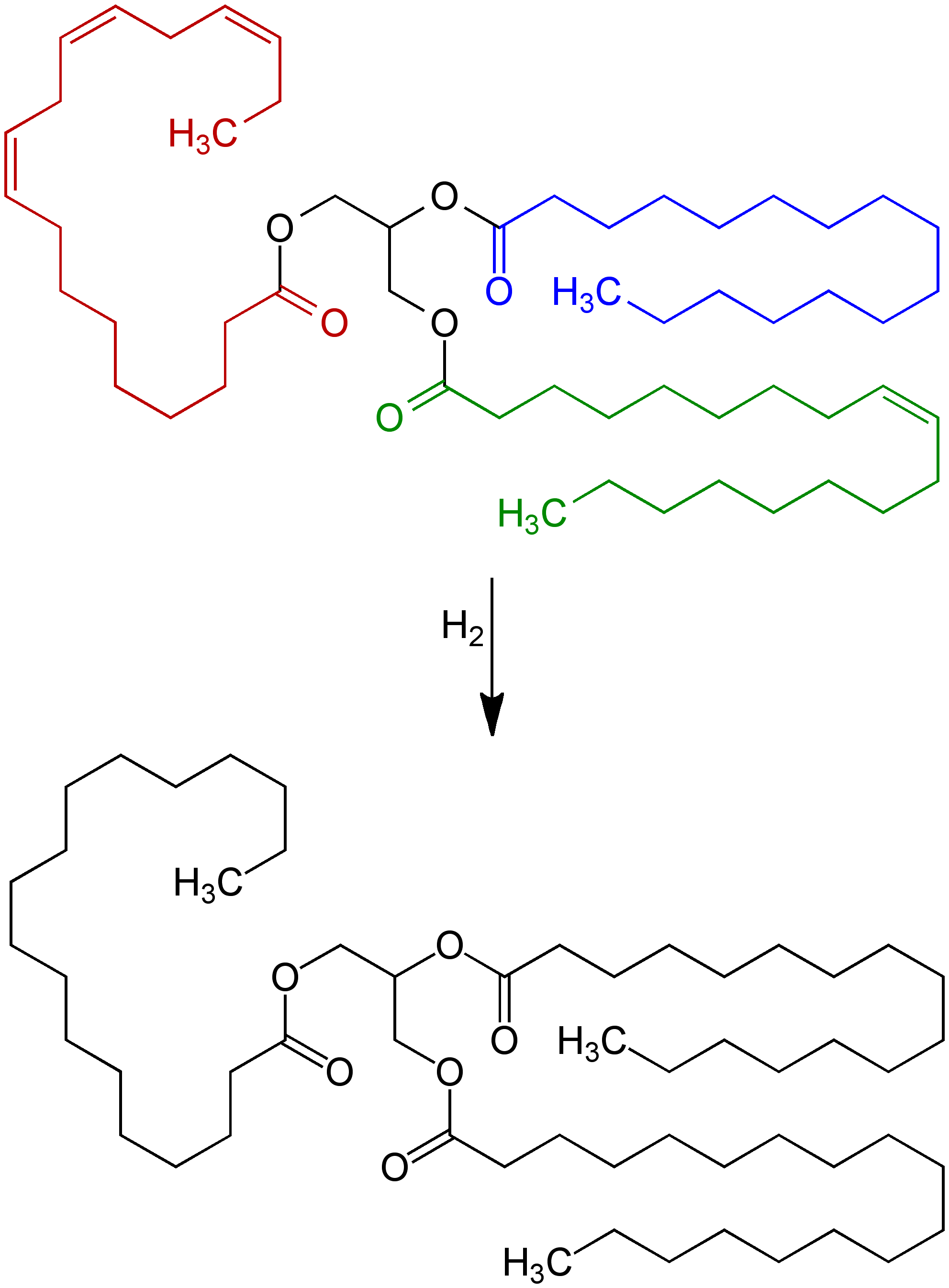
Idrogenazione catalitica d'un trigliceride in un olio superiore, in alto nella figura, avente un residuo di acido grasso saturo evidenziato in blu, un mono-insaturo in verde e un tri-insaturo in rosso; nel centro il glicerolo triplamente esterificato è evidenziato in nero. Sotto l'idrogenazione completa comporta l'ottenimento di un trigliceride saturo, la tripalmitina o glicerolo tripalmitato, con punto di rammollimento 67.4 °C.

Esistono molteplici e differenti processi di produzione, motivo per cui si può parlare di margarine, sia per le differenti materie prime utilizzate, vegetali e animali, sia per i successivi interventi che possono prevedere idrogenazione catalitica o meno dei grassi coinvolti nella produzione, isomerizzazione catalitica, eccetera.
Mediamente, per la parte grassa, sono o possono essere presenti:
- lipidi prevalentemente saturi di origine vegetale come olii di palma e animale come lo strutto,
- lipidi idrogenati per processo catalitico, generalmente per reazione ad alta pressione di idrogeno gassoso su nichel, solidi a temperatura ambiente
- lipidi insaturi di origine vegetale, liquidi a temperatura ambiente.
- acidi grassi trans ottenuti per isomerizzazione catalitica, quindi con un punto di fusione più alto rispetto ai corrispondenti cis.

La presenza dei diversi oli insaturi e polinsaturi e la loro conformazione stereochimica (isomeria geometrica cis o trans), caratterizza in maniera univoca il prodotto finale. Gli olii di semi frequentemente utilizzati per apportare componenti insaturi ai grassi appartengono alle specie soia, girasole, lino, mais, canola o colza e olivo; l'idrogenazione parziale apporta ugualmente una componente insatura.
Gli olii insaturi e quelli saturi miscelati vengono riscaldati fino ad arrivare al di sopra del punto di fusione, circa 50 gradi Celsius, in modo che si amalgamino uniformemente. 
L'unione di questi olii, con le loro ben distinte caratteristiche fisiche a temperatura ambiente, sono il segreto per l'ottenimento della desiderata consistenza al prodotto finale. Per fare l'emulsione viene poi aggiunta l'acqua che si disperde vorticosamente in finissime goccioline di circa 3 µm, il sodalizio tra acqua ed olio è promosso dalla lecitina, un agente emulsionante che diminuisce la tensione superficiale tra acqua ed olio, sostanze fondamentalmente immiscibili, da mono e digliceridi di acidi grassi e da altri emulsionanti. 
La pastorizzazione è necessaria per rendere il prodotto libero da microorganismi eliminando quelli non sporigeni patogeni o dannosi. Il processo di cristallizzazione è il momento più delicato al fine della consistenza. Durante la cristallizzazione si determina lo stato fisico finale del prodotto. Diversi olii tendono a cristallizzarsi secondo diverse strutture a causa delle loro diverse temperature di rammollimento, definendo il fenomeno di polimorfismo.
L'olio, solidificandosi, passa da una forma cristallina di tipo α ad una di tipo β'. I cristalli β' sono piccoli e riescono ad incorporare anche la parte che è rimasta liquida dell'olio dando alla margarina un'apparenza lucida ed una consistenza vellutata. La formazione di questa particolare matrice solido-liquida si ottiene grazie all'utilizzo di un cilindro raffreddato con delle pale interne "scambiatore di calore a superficie raschiata" che lavorano ed amalgamano la margarina come per la produzione di un gelato. La lenta lavorazione ed il freddo completano l'opera e la margarina è pronta per il confezionamento finale.

## Assenza di prodotti d'origine animale e aspetti sanitari

### Scelta vegana
Attualmente sono presenti sul mercato anche margarine che non contengono latte in polvere, emulsionanti e grassi animali e quindi apprezzate dalla etica vegana in sostituzione di altri grassi di origine animale.

### Scelta igienista
I vegani igienisti non tollerano la margarina idrogenata perché è un alimento colesterolizzante particolarmente ricco di grassi trans e quindi peggiore del burro, dal punto di vista sanitario. L'Institute of Medicine (IOM) of the National Academies of Sciences, Engineering, Medicine and Research Council americano ha proposto per i grassi trans un Tolerable Upper Intake Level (UL), cioè una quantità tollerabile per l'organismo senza subire danni a breve o a lungo termine, pari a zero.
La varietà delle margarine rende difficile una generalizzazione degli aspetti sanitari coinvolti nel loro consumo. In ogni caso la presenza obbligatoria di grassi saturi a lunga catena, naturali od artificiali che siano, la possibilità di contenere acidi grassi trans, la possibilità di contaminazione da parte dei catalizzatori come il nichel, possono coinvolgere un largo spettro di possibili, potenziali aspetti sanitari.